# Daniela Nane
Daniela Nane (n. 29 noiembrie 1971, Iași) este o actriță română, câștigătoarea ediției din 1991 a concursului Miss România, prima participantă din partea României la concursul de frumusețe Miss Univers.
A fost căsătorită cu omul de afaceri Viorel Popa cu care are un fiu, Codrin Nane Popa, născut în anul 2000. Apoi s-a căsătorit cu Adrian Cioroianu. În februarie 2024, Daniela Nane a anunțat că a divorțat de Adrian Cioroianu.

## Carieră
Din anul 1991 până în 1995 a studiat la Universitatea Națională de Artă Teatrală și Cinematografică „Ion Luca Caragiale” din București, unde a avut ca instructori pe Mircea Albulescu, Cătălin Naum și Adrian Titieni. Daniela Nane este director artistic la Teatrul Muzical Ambasadorii. A interpretat roluri în peste 50 piese de teatru, filme și în televiziune.

## Filmografie
- Eu sunt Adam (My Name Is Adam - 1996) - Oana
- Femeia în roșu (1997)
- Frumoșii nebuni ai marilor orașe (film TV, 1997)
- Dublu extaz (1998)
- Epicentru (Epicenter - 2000)
- La Bloc (2003) - Monica
- În extrasezon (2004)  - Suburban Mom
- Orient Express (2004) - Carmen Ionescu
- Aripile întunericului (Wings of Darkness - 2004) - Fata
- O secundă de ură (2004) - Ana
- Căsătorie imposibilă (Serial TV - 2004)
- Prințesa vampirilor (BloodRayne - 2005) - Mama lui Rayne
- „15” (2005) - Nina
- La urgență (Serial TV, 2006)
- Happy End (2006) - mama Danei
- Dincolo de America (2008) - Milena Savian
- Dragoste pierdută (2008)
- 17 - O poveste despre destin (Serial TV, 2008)

## Premii
A obținut premiul pentru cea mai bună actriță, pentru debutul din Patul lui Procust, în regia Cătălinei Buzoianu.